# Belén Santana
Belén Santana López (Logroño, 1975) es una profesora española, traductora literaria y traductora e intérprete jurado de inglés y alemán. Ha traducido, entre otros, a autores como Ingo Schulze, Sebastian Haffner, Thomas Hürlimann, Alfred Döblin, Carolin Emcke, Julia Franck, Yoko Tawada y Saša Stanišić. 

## Carrera académica
En 1997, Belén Santana se licenció en Traducción e Interpretación por la Universidad Pontificia Comillas de Madrid. En 2005, se doctoró en Traducción por la Universidad de Humboldt de Berlín, donde también ejerció como docente, con una tesis sobre la traducción del humor, concretamente del humor literario. En la actualidad, es profesora titular en el Departamento de Traducción e Interpretación de la Universidad de Salamanca, donde trabaja desde 2003. Sus líneas de investigación se centran en la traducción del humor, la traducción literaria y su didáctica. Desde 2012, coordina el grupo de investigación reconocido TRADLIT (Aproximación a una teoría de la traducción literaria a través de su didáctica) de la Universidad de Salamanca. Sus publicaciones académicas pueden consultarse en su página web.

## Carrera profesional
Antes de traducir literatura, Belén Santana trabajó durante varios años como traductora técnica en Berlín. Empezó a traducir libros del alemán en 2000 y su obra comprende a autores tanto de ficción como de ensayo. En su faceta profesional, colabora activamente con ACE Traductores, de cuya junta rectora fue miembro del 2010 al 2012. También impartió numerosos talleres de traducción. Es miembro del equipo de redacción de la revista Vasos Comunicantes. En 2019, ganó el Premio Nacional a la Mejor Traducción por Memorias de una osa polar, de Yoko Tawada.

## Obras traducidas

### Ficción
- Stanišić, Saša. Los orígenes. Madrid: adN, 2020.
- Baltscheit, Martin. El oso y la corneja. Barcelona: Vicens Vives, 2019.
- Tawada, Yoko. Memorias de una osa polar. Barcelona: Anagrama, 2018.
- Emcke, Carolin. Contra el odio. Barcelona: Taurus, 2017.
- Hillenbrand, Tom. El ladrón de café . Barcelona: Grijalbo, 2016. Traducido junto con Marta Mabres Vicens.
- Kumpfmüller, Michael. La grandeza de la vida. Barcelona: Tusquets, 2015.
- Vieweg, Olivia. Huck Finn. Madrid: Impedimenta, 2014.
- Lenz, Siegfried. El barco faro y otros relatos. Madrid: Impedimenta, 2014.
- Grimm, Hans Herbert. Historia y desventuras del desconocido soldado Schlump. Madrid: Impedimenta, 2014.
- Döblin, Alfred. Wadzek contra la turbina de vapor. Traducción y prólogo de Belén Santana. Madrid: Impedimenta, 2011.
- Franck, Julia. La mujer del mediodía. Tusquets: Barcelona, 2009.
- Franck, Julia. Zona de tránsito. Tusquets: Barcelona, 2007.
- Haffner, Sebastian. Los siete pecados capitales del imperio alemán en la Primera Guerra Mundial. Barcelona: Destino, 2006.
- Hürlimann, Thomas. La señorita Stark. Salamanca: Tropismos, 2004.
- Haffner, Sebastian. Historia de un alemán: memorias 1914-1933. Ampliación. Barcelona: Destino, 2003. Tercera edición.
- Schulze, Ingo. 33 Momentos de felicidad. Barcelona: Destino, 2001.

### Ensayos
- Kermani, Navid. Por las trincheras: un viaje por Europa del Este hasta Isfahán. Barcelona: Ediciones Península, 2019.
- Zimmer, Robert. La Filosofía como gimnasia mental. Barcelona: Ariel, 2016. Traducido junto con Manuel de la Cruz.
- Mai, Manfred. Breve historia del mundo para jóvenes lectores. Barcelona: Península. Atalaya, 2016. Traducido junto con José Luis Gil Aristu. Ed. ampliada y renovada.
- Piper, Nikolaus. La Gran Recesión. Barcelona: Destino, 2010.
- Maurer, Konrad y Ulrike. Alzheimer. La vida de un médico. La historia de una enfermedad. Madrid: Díaz de Santos, 2006. Traducido junto con Pilar Elena, Carmen Quijada, Silvia Roiss y Petra Zimmermann.

## Premios
- 2019: Premio Nacional a la Mejor Traducción por la traducción de Yoko Tawada: Memorias de una osa polar. Barcelona: Anagrama, 2018.[1]
- 2015: Finalista del Premio Esther Benítez por la traducción de Siegfried Lenz: El barco faro y otros relatos. Madrid: Impedimenta, 2014.[8]
- 2007: Mención honorífica en la 2.ª ed. del Premio Panhispánico de Traducción Especializada por la traducción, junto con Pilar Elena, Carmen Quijada, Silvia Roiss y Petra Zimmermann, de Maurer, Konrad y Maurer, Ulrike: Alzheimer. La vida de un médico. La historia de una enfermedad. Madrid: Ediciones Díaz de Santos, 2006.[9]